# Agelenopsis kastoni
Agelenopsis kastoni là một loài nhện trong họ Agelenidae.
Loài này thuộc chi Agelenopsis. Agelenopsis kastoni được Ralph Vary Chamberlin & Wilton Ivie miêu tả năm 1941.